# Замена (футбол)
В футболе заменой считается ситуация, когда во время матча игрок выходит на поле вместо другого игрока, который, в свою очередь, уходит с поля. Замены могут использоваться для смены травмированных, уставших или плохо выступающих игроков, а также в тактических целях (например, выход на поле нападающего вместо защитника). В связи с этим иногда говорят о «вынужденных» и о «тактических» заменах. В отличие от некоторых других видов спорта (американский футбол, хоккей с шайбой, кабадди и других), в официальных футбольных турнирах заменённый по ходу матча игрок не может больше принимать участие в игре.
По состоянию на 2023 год в большинстве официальных турниров разрешается проводить не более пяти замен по ходу матча, в случае перехода игры в овертайм допускается ещё одна замена. В товарищеских матчах обычно разрешается большее количество замен.
Замены проводятся командами из числа тех игроков, которые были включены в официальную заявку на матч. Кроме 11 игроков, которые выходят на поле в стартовом составе, в заявку попадают запасные. Количество запасных игроков определяется правилами конкретного турнира. Эти игроки находятся во время матча в технической зоне на «скамейке запасных» вместе с тренерским штабом своей команды.
Игроки, которые часто выходят на замену по ходу матчей и забивают после этого важные голы неформально называются «суперзапасными» (англ. super sub).

## Правила игры
Замены регулируются правилом № 3 правил игры в футбол.
Согласно правилам игры в футбол максимально допустимое количество замен в настоящее время составляет пять, причём каждая команда имеет максимум три возможности (окна) для проведения замен (без учёта замен в перерыве между таймами). Регламент турнира может также предусматривать возможность использовать шестую замену в дополнительное время.
Допускается производить дополнительную замену игрока в случае сотрясения мозга.
Для неофициальных (товарищеских) матчей разрешается иметь по пятнадцать запасных и проводить шесть замен (или больше, в случае предварительного согласия обеих команд).
Количество запасных на скамейке определяется регламентом конкретного турнира и составляет от трёх до пятнадцати игроков.
«Обратная замена» — ситуация, в которой «игрок, который уже принимал участие в матче и был заменён (заменённый игрок), позже возвращается в игру, заменяя другого игрока». Начиная с 2017 года правила игры в футбол разрешают использование обратных замен «в молодёжном, ветеранском футболе, футболе для лиц с ограниченными возможностями и массовом футболе при одобрении  соответствующей данным соревнованиям национальной футбольной ассоциацией, конфедерацией или ФИФА».

## История
Термин «замена» (англ. substitute) использовался ещё в 1860-е годы во время футбольных матчей в английских средних школах и означал замену игрока, который по каким-либо причинам не явился на матч или не мог принять в нём участие. Например, в отчёте о матче 1863 года сказано: «Одиннадцать игроков из учащихся Чартерхауса провели матч во внутреннем дворе против выпускников Чартерхауса, но из-за неявки некоторых выпускников пришлось провести три замены». Замены отсутствующих игроков случались и ранее, но без собственно термина «замена». Так, в отчёте о школьном футбольном матче с участием игроков Итонского колледжа использовался термин «непредвиденные случаи» (англ. emergencies). В середине 1860-е годов термин «замены» использовался часто, однако неясно, относился ли он только к замене отсутствующих игроков либо к смене травмированных по ходу матча.
Первый случай использования замен в матчах национальных сборных был зафиксирован 15 апреля 1889 года в матче между Уэльсом и Шотландией в Рексеме. Основной вратарь сборной Уэльса Джеймс Трейнер не явился к началу матча, поэтому в ворота валлийцев встал местный вратарь из числа любителей Альф Пью. Он провёл на поле около 20 минут, после чего его заменил Сэм Гиллам, отыгравший остаток матча.
Официально в XIX и первой половине XX века замены в футболе разрешены не были, и если футболист не мог продолжать участие в матче из-за травмы, его команде приходилось играть в меньшинстве. Использование замен в футболе было разрешено только в 1958 году, но только для замены травмированного вратаря и одного травмированного полевого игрока. Однако замены проводились уже в отборочном турнире к чемпионату мира 1954 года, в частности, 11 октября 1953 года Рихард Готтингер заменил Хорста Эккеля в матче между сборными Германии и Саара. Однако использование замен в финальных турнирах чемпионатов мира не допускалось до 1970 года.
В 1988 году ФИФА увеличила количество допустимых замен до двух, а допустимое количество заявляемых на матч запасных составило пять человек. В 1994 году было введено правило «2 плюс 1», означавшее возможность замены двух игроков и дополнительной замены вратаря в случае его травмы. В 1995 году было разрешено делать три замены любых игроков по ходу матча. В 1996 году число запасных было увеличено с пяти до семи.
Четвёртая замена в дополнительное время была введена после 2016 года и использовалась на летних Олимпийских играх 2016 года, Кубке конфедераций 2017 года, в финале Золотого кубка КОНКАКАФ 2017 года. С 2018 года четвёртая замена в овертайме была официально одобрена ФИФА для использования на чемпионатах мира, также она начала использоваться в Лиге чемпионов и Лиге Европы УЕФА.

### Англия
Замены в матчах чемпионатов Англии были разрешены начиная с сезона 1965/66. В первые два сезона после введения правила о заменах каждая команда могла сделать только одну замену по ходу матча, причём заменять можно было только травмированного игрока. Начиная с сезона 1967/68 разрешалось проводить замены в тактических целях.
21 августа 1965 года Кит Пикок из «Чарльтон Атлетик» стал первым игроком, вышедшим на замену в матче Футбольной лиги Англии. Он заменил получившего травму вратаря Майка Роуза в игре против «Болтон Уондерерс».
Со временем количество запасных и допустимых замен увеличивалось. В 1996 году количество запасных игроков в заявке на матч Премьер-лиги было увеличено до пяти, а в 2008 году —  до семи. Начиная с сезона 2022/23 команды Премьер-лиги могли заявлять на матч по девять запасных и производить по пять замен.

### Шотландия
Арчи Гемилл из «Сент-Миррена» стал первым игроком, вышедшим на замену в Шотландии. Это произошло 13 августа 1966 года в игре Кубка шотландской лиги против «Клайда». Первая замена в рамках Футбольной лиги Шотландии произошла 24 августа 1966 года в матче между «Куинз Парк» и «Альбион Роверс», тогда на поле вышел Пол Конн. 20 января 1917 года игрок «Партик Тисл» Морган вышел на замену травмированного Моррисона в матче против «Рейнджерс» на стадионе «Ферхилл», однако этот случай является исключением, так как Футбольная лига Шотландии не разрешала замены до 1966 года.

### Италия
В 2012 году в Италии было разрешено заявлять на матчи Серии A, Кубка Италии и Суперкубка Италии по 12 запасных.
В ноябре 2019 года Итальянская федерация футбола подала запрос в Международный совет футбольных ассоциаций (IFAB) об увеличении допустимого числа замен для каждой команды до пяти для матчей Серии A. Пять замен уже были разрешены в Серии C. Чтобы не допустить увеличения перерывов в игре, связанных с заменами, предлагалось проводить эти пять замен в течение максимум трёх перерывов в игре.

### 2020 год: влияние пандемии COVID-19
В 2020 году ФИФА предложила, а Международный совет футбольных ассоциаций разрешил организаторам турниров временно увеличить число допустимых замен с трёх до пяти (до шести с учётом дополнительного времени) для завершения сезонов, когда требовалось провести большое количество отложенных матчей в связи с пандемией COVID-19. 
15 июля 2020 года ФИФА продлила возможность производить по пять замен в матче до августа 2021 года, хотя окончательное решение о применении данного правила оставалось за региональными федерациями и национальными ассоциациями.

## «Суперзапасные»
Термин «суперзапасной» (англ. super-sub, «суперсаб») означает игрока, который часто выходит на замену, забивая важные голы. Среди прочих, таким термином называли Дэвида Фэрклафа из «Ливерпуля», Уле Гуннара Сульшера и Хавьера Эрнандеса из «Манчестер Юнайтед», Нванкво Кану из «Арсенала», Эдина Джеко из «Манчестер Сити», Йон-Даля Томассона из «Милана», Тупазиньо и Динея из «Коринтианса», Азара Карадаша из «Бранна», Джермейна Дефо из сборной Англии, Тима Кэхилла из сборной Австралии.